# Набиева, Муаттар Абдулладжоновна
Муаттар Абдулладжоновна Набиева (узб. Muattar Abdullajon qizi Nabiyeva / Муаттар Абдуллажон қизи Набиева; род. 2 июня 1996, Андижан) — узбекская тяжелоатлетка, призёр чемпионата Азии 2019 года, участница летних Олимпийских игр 2020 года в Японии, участница летних Азиатских игр 2018 года. 

## Карьера
Родилась в 1996 году. Проживает в Андижане. В 2016 году на молодёжном чемпионате мира в весовой категории до 58 кг заняла третье место и завоевала бронзовую медаль. 
На летних Азиатских играх в Джакарте в 2018 году, в весовой категории до 58 кг, стала четвёртой с общим весом на штанге 217 кг. 
В начале ноября 2018 года на чемпионате мира в Ашхабаде, узбекская спортсменка, в весовой категории до 55 кг., заняла итоговое шестое место. 
На чемпионате Азии в Нинбо, в 2019 году, заняла третье место с результатом 204 кг и получила бронзовую медаль. 
В сентябре 2019 года на чемпионате мира в Паттайе, Муаттар, в весовой категории до 55 кг, завоевала малую бронзовую медаль в рывке (96 кг). В итоговом протоколе стала шестой.

## Спортивные результаты
| Год  | Соревнование                                                   | Место проведения | Весовая категория | Рывок | Толчок | Сумма двоеборья | Место |
| 2015 | Чемпионат Азии                                                 | Пхукет           | до 58 кг          | 85 кг | 100 кг | 185 кг          | 5     |
| 2015 | Чемпионат мира                                                 | Хьюстон          | до 58 кг          | 90 кг | 107 кг | 197 кг          | 18    |
| 2016 | Чемпионат Азии                                                 | Ташкент          | до 63 кг          | 90 кг | 110 кг | 200 кг          | 7     |
| 2016 | Молодёжный чемпионат мира                                      | Тбилиси          | до 58 кг          | 95 кг | 112 кг | 207 кг          | 3     |
| 2016 | Афро-Азиатский чемпионат                                       | Амман            | до 53 кг          | —     | 97 кг  | —               | 4     |
| 2016 | Чемпионат Азии среди юниоров                                   | Токио            | до 58 кг          | 92 кг | 109 кг | 201 кг          | 4     |
| 2017 | Чемпионат Узбекистана                                          | Чирчик           | до 58 кг          | ?     | ?      | 193 кг          | 1     |
| 2017 | Исламские игры солидарности                                    | Баку             | до 58 кг          | 89 кг | 107 кг | 196 кг          | 3     |
| 2017 | Азиатские игры по боевым искусствам и состязаниям в помещениях | Ашхабад          | до 58 кг          | 94 кг | 118 кг | 212 кг          | 2     |
| 2017 | Чемпионат мира                                                 | Анахайм          | до 58 кг          | 97 кг | —      | —               | —     |
| 2018 | Азиатские игры                                                 | Джакарта         | до 58 кг          | 98 кг | 119 кг | 217 кг          | 4     |
| 2018 | Чемпионат мира                                                 | Хьюстон          | до 55 кг          | 98 кг | 114 кг | 212 кг          | 4     |
| 2018 | Чемпионат Спортивной федерации исламской солидарности          | Каир             | до 55 кг          | 90 кг | 115 кг | 205 кг          | 1     |
| 2019 | Чемпионат Узбекистана                                          | Чирчик           | до 59 кг          | 95 кг | 117 кг | 212 кг          | 1     |
| 2019 | Чемпионат Азии                                                 | Нинбо            | до 55 кг          | 91 кг | 113 кг | 204 кг          | 3     |
| 2019 | Чемпионат мира                                                 | Паттайя          | до 55 кг          | 96 кг | 113 кг | 209 кг          | 6     |
| 2019 | IWF Grand Prix ODESUR CSLP                                     | Лима             | до 55 кг          | 93 кг | 111 кг | 204 кг          | 2     |
| 2019 | IWF World Cup                                                  | Тяньцзинь        | до 55 кг          | 88 кг | 111 кг | 199 кг          | 3     |
| 2019 | Qatar International Cup                                        | Доха             | до 55 кг          | 89 кг | 114 кг | 203 кг          | 1     |
| 2020 | Чемпионат Спортивной федерации исламской солидарности          | Ташкент          | до 55 кг          | 89 кг | 111 кг | 200 кг          | 2     |